# Tricarico
Tricarico er en kommune i provinsen Matera i den italienske region Basilicata. Der bor 5.808 mennesker i Tricarico. Byen ligger 53 kilometer vestligt fra byen Matera.
1. ↑  demo.istat.it (fra Wikidata).